# قومية تونسية
القومية التونسية أو الوطنية التونسية هي فكرة سياسية نشأت وبرزت خاصة أثناء الإستعمار الفرنسي لتونس . تعود جذور هذه الفكرة إلى القرن التاسع عشر . ولكن مع ذلك يمكن القول بأن هذه الفكرة اكتسبت زخما سياسيا قويا بعد سنة 1908 مع تأسيس حركة الشباب التونسي و أيضا مع تأسيس الحزب الحر الدستوري التونسي في شهر مارس 1920 بعد الحرب العالمية الأولى
دعى الحزب الحر الدستوري التونسي إلى الحكم الذاتي للبلاد التونسية مع إبقاء السلطة الفرنسية موجودة وتتولى الشؤون الأمنية والعسكرية والسياسة الخارجية . و كانت ردة فعل السلطات الفرنسية أن قامت بحظر الحزب وحله سنة 1933
وقد مثلت هذه الإجرائات الجزرية دافعا لتأسيس حزب جديد وهو الحزب الحر الدستوري الجديد إثر مؤتمر قصر هلال في تونس سنة 1934 بقيادة الحبيب بورقيبة الذي سيتولى رئاسة الجمهورية التونسية بعد استقلال البلاد سنة 1956

## برنامج الحركة الوطنية أثناء الفترة الإستعمارية
مثل برنامج الحركة الوطنية الذي وقعت بلورته خاصة بعد توحد القوى الوطنية الروح الأساسية لفكرة القومية التونسية

### سياسيا
طالب الوطنيون بنظام حكم ملكي دستوري يتولى فيه الباي السلطة التنفيذية بمراقبة مجلس تشريعي منتخب و قضاء تونسي مستقل وقد تبلور هذا المطلب بعد استقلال تونس ليتحول إلى المطالبة بنظام جمهوري

### فكريا
دافع الوطنيون على استقلال تونس السيادي والحفاظ على الهوية التونسية مع انفتاحها على المحيط الخارجي و كذلك وحدة الأراضي التونسي و أصالة الشخصية التونسية وتجذرها تاريخيا وفكريا وديمغرافيا و سياسيا كما كانت من مطالب الوطنيين ضرورة تحرير المرأة و الحق في التعليم وحرية التعبير

## أبرز رموز القومية التونسية
- عبد العزيز الثعالبي : عبد العزيز الثعالبي (15 شعبان 1293 هـ= 5 سبتمبر 1876 م - أول أكتوبر 1944 م) زعيم تونسي سياسي وديني
- المنصف باي : المنصف باي أو محمد المنصف باي أو محمد المنصف باشا أو محمد المنصف باشا باي، هو ابن محمد الناصر باي، ولد في 4 مارس 1881 وتوفي في غرة سبتمبر 1948 بمنفاه في فرنسا. من آخر البايات الحسينيين في تونس. تمت تسميته وليا للعهد يوم 30 أفريل/نيسان 1942 واعتلى العرش الحسيني يوم 19 جوان/حزيران من نفس السنة خلفا لابن عمه أحمد باي. واستمر في الحكم أحد عشر شهرا حيث تمت تنحيته في ماي 1943.
- محمد علي الحامي : محمد علي الحامي ولد في 15 أكتوبر 1890 بالحامة (تونس) وتوفي في 10 ماي 1928 بالمملكة العربية السعودية، وهو مؤسس جامعة عموم العملة التونسية التي تعتبر أول منظمة نقابية بتونس، إذ ظهرت عام 1924.
- الحبيب بورقيبة : الحبيب بورقيبة (3 أغسطس 1903 - 6 أبريل 2000)، أول رئيس للجمهورية التونسية (25 يوليو 1957 - 7 نوفمبر 1987)
- الطاهر الحداد : الطاهر الحداد، هو من مواليد 4 ديسمبر 1899 وتوفي في 7 ديسمبر 1935 ، هو مفكر، نقابي وسياسي تونسي. وقام بحملة لتطور المجتمع التونسي في مطلع القرن العشرين. ومن المعروف أنه خاض نشاط من أجل حقوق العمال النقابية التونسية، وتحرير المرأة التونسية ومنع تعدد الزوجات في العالم المسلم. الطاهر الحداد هو صديق للشاعر أبو القاسم الشابي والنقابي محمد علي الحامي.
- أبو القاسم الشابي : أبو القاسم الشابي الملقب بشاعر الخضراء (24 فبراير 1909 - 9 أكتوبر 1934م) شاعر تونسي من العصر الحديث ولد في قرية الشابية في لولاية توزر.
- محمود المسعدي : محمود المسعدي (تازركة, 28 جانفي 1911 - المرسى, 16 ديسمبر 2004) كاتب ومفكر وسياسي تونسي. له العديد من المؤلفات الهامة من أبرزها مسرحية السد، كتاب حدث أبو هريرة قال الذي اختير كتاسع أفضل 100 رواية عربية من اتحاد الكتاب العرب. تولى وزارة التربية القومية ووزارة الشؤون الثقافية ورآسة مجلس النواب. وتمكن من إقرار مجانية التعليم لكل طفل تونسي.
- فرحات حشاد : (العباسية، قرقنة، 2 فبراير 1914 - رادس، 5 ديسمبر 1952) زعيم سياسي ونقابي تونسي راحل، لمع نجمه بعد تأسيسه لاتحاد العام التونسي للشغل عام 1946م واكتسب شعبية عارمة بين الطبقة العاملة وكل مكونات المجتمع. ومناضلا من أجل استقلال بلاده عن الاستعمار الفرنسي وكان أول سكرتير عام للاتحاد العام للعمال التونسي منذ انشائه عام 1949 م وحتي اغتيال حشاد يوم 5 ديسمبر عام 1952.
- الهادي شاكر : الهادي شاكر ولد عام 1908 بمدينة صفاقس بالجنوب التونسي واغتيل في 13 سبتمبر /أيلول 1953 بمدينة نابل.
- محمود الماطري : محمود بن مختار الماطري (11 ديسمبر 1897- 23 ديسمبر 1972) طبيب وسياسي تونسي يعد من أبرز قادة الحركة الوطنية التاريخيين ووزير سابق.